# Lisle Denis Snell
Lisle Denis Snell – polityk Norfolku. szef ministrów i minister turystyki od 20 marca 2013 do 17 stycznia 2015.
Pochodzi z wyspy Pitcairn. Wcześniej zasiadał w Zgromadzeniu Legislacyjnym w czasie pierwszej, dwunastej i trzynastej kadencji. Obecnie jest członkiem czternastego Zgromadzenia. Pełnił urząd przewodniczącego dwunastego zgromadzenia i wiceprzewodniczącego trzynastego. Przez krótki czas, był również przewodniczącym Zgromadzenia w czasie trzynastej kadencji.